# Lope Fernández Martínez de Ribera
Lope F. Martínez de Ribera (n. Roa; siglo XIX - f. Madrid; 28 de diciembre de 1947) fue un periodista, escritor, guionista y crítico de cine.
Era hijo de Toribio Fernández y Dorotea Martínez de Ribera. Pronto se trasladó a Burgos, a casa de su tío materno Pedro Martínez de Ribera. Llegó a Barcelona en los años '20, y allí empezaría su carrera literaria y cinematográfica. En Barcelona se casó con Dolores Ventura Domingo, con la que tuvo siete hijos.
Firmaba su obra literaria con varios seudónimos, entre los que destaca Fray Lápiz.

## Historia
Fue redactor jefe de Popular Film (1926-1936), revista cinematográfica y de teatros publicada en Barcelona hasta la Guerra Civil y considerada como una de las revistas de mejor calidad de textos de la época.
Director de Popular Film (1934-1936, Barcelona)
Director de la revista Mediterráneo (Barcelona)
Redactor en La Hoja de Lunes, periódico publicado en Barcelona desde 1921
Columnista>: A la sombra del Tibidabo, en el semanario Solidaridad Nacional.
Colaborador del periódico La Vanguardia.

## Filmografía
- El camino del amor (1943), guionista[8]
- Tambor y cascabel (1944), guionista[9]
- No quiero... no quiero (1938), adaptación de diálogos

## Obras de teatro
- Así en la tierra como en el cielo: comedia en verso y en tres actos (1941)[10]
- La dama del armiño: drama en cuatro actos y en verso (1941)

## Poesía
- [11]
- [12]

## Traducción
- Emile (Servan) Schreiber (1933): Cómo se vive en la Rusia Soviética, Editorial Apolo, 261 pp.

## Libros, artículos, notas de prensa
- Teatro español del siglo XX (1936)
- Figuras del Toreo: Manolete visto por el lápiz de... (1943)[13]
- Pantallas de Barcelona. Cataluña: "Morena Clara", Popular Film 504, 16.4.1936[14]